# Triptyque des Monts et Châteaux 2014
Il Triptyque des Monts et Châteaux 2014, diciannovesima edizione della corsa, valevole come prova del circuito UCI Europe Tour 2014 categoria 2.2, si svolse in 2 tappe e due semitappe dal 4 al 6 aprile 2014 per un percorso di 446 km, con partenza da Château d'Antoing ed arrivo a Tournai. Fu vinta dal britannico Owain Doull, che si impose in 10h 30' 1" alla media di 42,47 km/h.
Al traguardo di Tournai furono 144 i ciclisti che completarono la competizione.

## Tappe
| Tappa  | Data     | Percorso                                 | km    | Vincitore di tappa | Leader cl. generale |
| ------ | -------- | ---------------------------------------- | ----- | ------------------ | ------------------- |
| 1ª     | 4 aprile | Château d'Antoing > Quevaucamps          | 177,1 | André Looij        | André Looij         |
| 2ª-1ª  | 5 aprile | Bernissart (Cron. individuale)           | 10    | Jonathan Dibben    | Jonathan Dibben     |
| 2ª-2ª  | 5 aprile | Château d'Estaimbourg > Mont-de-l'Enclus | 95,5  | Patrick Konrad     | Owain Doull         |
| 3ª     | 6 aprile | Castello di Belœil > Tournai             | 163,4 | Owain Doull        | Owain Doull         |
| Totale | Totale   | Totale                                   | 446   |                    |                     |

## Squadre e corridori partecipanti
| N.      | Cod. | Squadra                        |
| ------- | ---- | ------------------------------ |
| 1-7     | WIL  | Vérandas Willems               |
| 11-17   |      | Lotto-Belisol U23              |
| 21-27   |      | BCV-Works-Soenens              |
| 31-37   |      | EFC-Omega Pharma-Quick Step    |
| 41-47   |      | Ottignies-Perwez               |
| 51-57   | RDT  | Rabobank Development Team      |
| 61-67   | PCW  | T.Palm-Pôle Continental Wallon |
| 71-77   | GID  | Development T. Giant-Shimano   |
| 81-87   | USA  | Stati Uniti                    |
| 91-97   | VER  | Veranclassic-Doltcini          |
| 101-107 | GBR  | Gran Bretagna                  |

| N.      | Cod. | Squadra                   |
| ------- | ---- | ------------------------- |
| 111-117 |      | Deerlijk-Gaverzicht       |
| 121-127 | BDR  | Germania                  |
| 131-137 | RSW  | Gourmetfein Wels          |
| 141-147 | MMM  | Team 3M                   |
| 151-157 | WBC  | Wallonie-Bruxelles        |
| 161-167 | CCB  | Colorcode-Biowanze        |
| 171-177 | LDT  | Leopard Development Team  |
| 181-187 |      | Van Der Vurst Development |
| 191-197 | AS2  | Continental Team Astana   |
| 201-207 | JTW  | Josan-ToWin Cycling Team  |
| 211-217 |      | Vl Technics-Abutriek      |

## Dettagli delle tappe

### 1ª tappa
- 4 aprile: Château d'Antoing > Quevaucamps – 177,1 km

Risultati
| Pos. | Corridore         | Squadra        | Tempo    |
| ---- | ----------------- | -------------- | -------- |
| 1    | André Looij       | Rabobank Dev.  | 4h04'27" |
| 2    | Tiesj Benoot      | Lotto U23      | s.t.     |
| 3    | Michael Goolaerts | Vérandas Will. | s.t.     |

| Pos. | Corridore         | Squadra        | Tempo    |
| ---- | ----------------- | -------------- | -------- |
| 1    | André Looij       | Rabobank Dev.  | 4h04'17" |
| 2    | Tiesj Benoot      | Lotto U23      | a 4"     |
| 3    | Michael Goolaerts | Vérandas Will. | a 6"     |

### 2ª tappa - 1ª semitappa
- 5 aprile: Bernissart – Cronometro individuale – 10 km

Risultati
| Pos. | Corridore       | Squadra        | Tempo  |
| ---- | --------------- | -------------- | ------ |
| 1    | Jonathan Dibben | Gran Bretagna  | 12'42" |
| 2    | Owain Doull     | Gran Bretagna  | a 2"   |
| 3    | Alex Kirsch     | Leopard Devel. | a 7"   |

| Pos. | Corridore         | Squadra       | Tempo    |
| ---- | ----------------- | ------------- | -------- |
| 1    | Jonathan Dibben   | Gran Bretagna | 4h17'09" |
| 2    | Owain Doull       | Gran Bretagna | s.t.     |
| 3    | Kristian Haugaard | Rabobank Dev. | a 4"     |

### 2ª tappa - 2ª semitappa
- 5 aprile: Château d'Estaimbourg > Mont-de-l'Enclus – 95,5 km

Risultati
| Pos. | Corridore      | Squadra        | Tempo    |
| ---- | -------------- | -------------- | -------- |
| 1    | Patrick Konrad | Gourmetfein    | 2h12'06" |
| 2    | Tiesj Benoot   | Lotto U23      | s.t.     |
| 3    | Walt De Winter | Vérandas Will. | s.t.     |

| Pos. | Corridore      | Squadra        | Tempo    |
| ---- | -------------- | -------------- | -------- |
| 1    | Owain Doull    | Gran Bretagna  | 6h29'15" |
| 2    | Alex Kirsch    | Leopard Devel. | a 7"     |
| 3    | Patrick Konrad | Gourmetfein    | a 11"    |

### 3ª tappa
- 6 aprile: Castello di Belœil > Tournai – 163,4 km

Risultati
| Pos. | Corridore      | Squadra        | Tempo    |
| ---- | -------------- | -------------- | -------- |
| 1    | Owain Doull    | Gran Bretagna  | 4h00'56" |
| 2    | Mike Teunissen | Rabobank Dev.  | s.t.     |
| 3    | Vadim Galeyev  | Contin. Astana | s.t.     |

| Pos. | Corridore    | Squadra        | Tempo     |
| ---- | ------------ | -------------- | --------- |
| 1    | Owain Doull  | Gran Bretagna  | 10h30'01" |
| 2    | Tiesj Benoot | Lotto U23      | a 17"     |
| 3    | Alex Kirsch  | Leopard Devel. | s.t.      |

## Classifiche finali

### Classifica generale
| Pos. | Corridore          | Squadra      | Tempo     |
| ---- | ------------------ | ------------ | --------- |
| 1    | Owain Doull        | G. Bretagna  | 10h30'01" |
| 2    | Tiesj Benoot       | Lotto U23    | a 17"     |
| 3    | Alex Kirsch        | Leopard Dev. | s.t.      |
| 4    | Patrick Konrad     | Gourmetfein  | a 21"     |
| 5    | Fredrik Ludvigsson | Dev. Giant   | a 23"     |
| 6    | Mike Teunissen     | Rabobank D.  | s.t.      |
| 7    | Kristian Haugaard  | Dev. Giant   | a 27"     |
| 8    | Laurent Évrard     | Wallonie     | s.t.      |
| 9    | Bert Van Lerberghe | EFC-Omega    | s.t.      |
| 10   | Ruben Pols         | Lotto U23    | a 33"     |

### Classifica a punti
| Pos. | Corridore      | Squadra       | Punti |
| ---- | -------------- | ------------- | ----- |
| 1    | Tiesj Benoot   | Lotto U23     | 47    |
| 2    | Owain Doull    | Gran Bretagna | 37    |
| 3    | Mike Teunissen | Rabobank Dev. | 27    |
| 4    | Patrick Konrad | Gourmetfein   | 20    |
| 5    | Andre Looij    | Rabobank Dev. | 20    |

### Classifica scalatori
| Pos. | Corridore             | Squadra        | Punti |
| ---- | --------------------- | -------------- | ----- |
| 1    | Maxime Anciaux        | Wallonie       | 82    |
| 2    | Serge Dewortelaer     | Veranclassic   | 52    |
| 3    | Walt De Winter        | Vérandas Will. | 29    |
| 4    | Nurbolat Kulimbetov   | Contin. Astana | 22    |
| 5    | Jean-Albert Carnevali | Vérandas Will. | 16    |

### Classifica giovani
| Pos. | Corridore       | Squadra       | Tempo     |
| ---- | --------------- | ------------- | --------- |
| 1    | Geoffrey Curran | Bissell       | 10h30'46" |
| 2    | Justin Oien     | Stati Uniti   | s.t.      |
| 3    | Scott Davies    | Regno Unito   | a 14"     |
| 4    | Logan Wen       | Bissell       | a 58"     |
| 5    | Andre Looij     | Rabobank Dev. | a 4'27"   |

### Classifica a squadre
| Pos. | Squadra                     | Tempo     |
| ---- | --------------------------- | --------- |
| 1    | Lotto-Belisol U23           | 31h31'39" |
| 2    | EFC-Omega Pharma-Quick Step | s.t.      |
| 3    | Stati Uniti                 | a 20"     |
| 4    | Rabobank Development Team   | a 27"     |
| 5    | Leopard Development Team    | a 37"     |